# Thomas Shanahan
Thomas Shanahan (ur. 4 stycznia 1864 w Waterford, zm. 15 maja 1907 w Kilmacthomas) – irlandzki rugbysta, reprezentant kraju.
W latach 1885–1888 rozegrał w Home Nations Championship sześć spotkań dla irlandzkiej reprezentacji zdobywając jedno przyłożenie, które wówczas nie miało jednak wartości punktowej.